# ShellShock: Nam ’67
ShellShock: Nam ’67 – gra komputerowa z gatunku strzelanek z widokiem trzecioosobowym wyprodukowana przez holenderskie studio Guerrilla Games oraz wydana przez Eidos Interactive 3 września 2004 roku na PC oraz konsole PlayStation 2 i Xbox.

## Fabuła
Akcja ShellShock: Nam ’67 została osadzona podczas wojny wietnamskiej. Gra przedstawia historię jednego z amerykańskich żołnierzy walczących podczas konfliktu.

## Rozgrywka
Gracz rozpoczyna grę jako niedoświadczony rekrut, wraz z wykonywaniem kolejnych misji postać gracza nabiera doświadczenia. Bohater uczestniczy w wielkich bitwach, gdzie przeciwnikiem jest dobrze wyszkolona i uzbrojona armia północnowietnamska, a także w zwykłych patrolach, gdzie największym niebezpieczeństwem są różne pułapki oraz siły Vietcongu. Gracz ma również możliwość wykonania sekretnych zadań, których celem jest na przykład likwidacja generała wrogich sił. Wykonywane misje są fikcyjne.
Broń taka jak noże, maczety, karabiny, pistolety oraz śmigłowce została autentycznie odwzorowana.
W grze występuje zmienna pora oraz warunki atmosferyczne.
Oprawa dźwiękowa wykorzystuje dźwięk przestrzenny.